# 電子展望
電子展望（でんしてんぼう）はかつて誠文堂新光社から刊行されていた電子分野の専門誌である。
1960年代半ばに創刊され、誠文堂新光社から刊行されていた初歩のラジオと無線と実験の2誌が何れも趣味の分野としてエレクトロニクスを扱っていたのに対して、電子展望誌は専門的な技術者や電子工学を専攻する学生を対象としており、趣味の雑誌の出版を主とする誠文堂新光社の雑誌としても異色の存在であった。内容は専門的で、半導体の故障解析、初期のマイクロコンピュータのハードウェア・ソフトウェアの基礎、医療用電子機器なども扱っていた。また電子通信学会など関係学協会のイベントも紹介されていた。
執筆者はメーカーの技術部門のスタッフ、大学教員など基本的にプロで占められ、アマチュアによる投稿は一部の例外を除き、投書欄や1970年代後期に設けられた「読者の研究発表」企画欄以外には掲載されなかった。
また、「トランジスタ技術」など競合誌に比べ広告が少なく、学術誌風の体裁を維持していた。
最初期のビデオゲームやパーソナルコンピュータの技術的解説を日本国内に紹介した功績もあったが、70年代末期のマイコン・パソコン雑誌ブームで他誌に圧倒され、1983年12月号をもって休刊した。このとき読者・寄稿者に対し、事前の連絡・広告はなかった。